# چیاتائو
چیاتائو (به لاتین: Chiyatau) یک منطقهٔ مسکونی در روسیه است که در باشقیرستان واقع شده‌است.